# Tag der Freiheit
Tag der Freiheit! – Unsere Wehrmacht är en nazistisk propagandafilm från 1935 i regi av Leni Riefenstahl. Den handlar om den sjunde rikspartidagen i Nürnberg som ägde rum 10–16 september 1935. Det är den tredje filmen i Riefenstahls trilogi om nazisternas partidagar. De föregående filmerna var Sieg des Glaubens och Triumph des Willens.